# The Paul Butterfield Blues Band
The Paul Butterfield Blues Band ist das erste Album der (Paul) Butterfield Blues Band.

## Allgemeines
Das folkorientierte Elektra-Label nahm Butterfield offensichtlich unter Vertrag, um vom Folkblues-Boom in der Mitte der 1960er-Jahre zu profitieren. Bei der Butterfield Blues Band handelt es sich auch um eine der ersten weiß-schwarzen Bluesgruppen in den USA. Sam Lay und Jerome Arnold kamen von Howlin’ Wolfs Band und nachdem die erste Aufnahme des Albums verworfen wurde, kam Mark Naftalin zur Band und das Album wurde nochmals aufgenommen. In den Charts war das Album nicht besonders erfolgreich, bedeutend blieb aber der Einfluss, den die Band zum Beispiel auf Electric Flag hatte, die Band, die Mike Bloomfield gründete, nachdem er Paul Butterfields Band verlassen hatte.

## Titelliste
1. Born in Chicago (Nick Gravenites) – 2:55
2. Shake Your Moneymaker (Elmore James) – 2:27
3. Blues With a Feeling (Walter Jacobs) – 4:20
4. Thank You Mr. Poobah (Mike Bloomfield, Paul Butterfield, Mark Naftalin) – 4:05
5. I Got My Mojo Working (Muddy Waters) – 3:30
6. Mellow Down Easy (Willie Dixon) – 2:48
7. Screamin’ (Bloomfield) – 4:30
8. Our Love Is Drifting (Bloomfield, Elvin Bishop) – 3:25
9. Mystery Train (Junior Parker, Sam Phillips) – 2:45
10. Last Night (Jacobs) – 4:15
11. Look Over Yonders Wall (James Clark) – 2:23[4]

## Kritikerstimmen
- Das Rolling Stone Magazin nahm es in seine Liste der 500 besten Alben aller Zeiten auf. (#476 in 2012 bzw. #453 in 2003[5])
- He sang and played the blues like a natural. (Er sang und spielte den Blues wie ein Schwarzer.) Q-Magazine 3 von 5 Sternen
- Calling this album influential is an understatement akin to calling the Grand Canyon a rut. (Dieses Album einflussreich zu nennen, ist eine ähnliche Untertreibung, wie den Grand Canyon eine Spurrille.) CD Universe Review
- Two records really laid the groundwork for the decade's blues revival--the self-titled releases by John Mayall's Bluesbreakers out of London and the Paul Butterfield Blues Band out of Chicago. (Zwei Alben legten den Grundstein zum Bluesrevival des Jahrzehnts, die nach ihnen selbst benannten Alben "John Mayall´s Bluesbreakers" in London und "The Butterfield Blues Band" in Chicago.) Amazon Editorial Review
- ... are all equally moving pieces performed with a raw adoration for blues music. (..alles gleichermaßen berührende Stücke und mit einer rohen Bewunderung für die Bluesmusik vorgetragen.) Review auf Allmusic von Mike DeGagne[6]

## Sonstiges
- Sieben der Songs wurden auf The Paul Butterfield Blues Band - An Anthology: The Elektra Years (1997) wieder veröffentlicht.[7]
- Auf dem Coverfoto fehlt Mark Naftalin.[2]
- 1995 veröffentlichte Rhino Records eine CD mit 19 Tracks, die die Band für Elektra Records aufgenommen hat. Einige von ihnen waren für das Debütalbum vorgesehen.[8]
- 1998 wurde „Born in Chicago“ im Soundtrack des Films Blues Brothers 2000 verwendet.[9]